# Hohenstadt (Schwäbisch Hall)
Hohenstadt ist ein Wohnplatz des Stadtteils Sulzdorf der Kreisstadt Schwäbisch Hall des gleichnamigen Landkreises im nordöstlichen Baden-Württemberg. Im regionalen Dialekt wird der Ort Hôâschdâ [ˈhɔːəˌʃdə] genannt.

## Geographie
Hohenstadt ist ein Weiler mit weniger als einem Dutzend Hausnummern und einigen landwirtschaftlichen Gebäuden auf der Haller Ebene. Es liegt etwa neun Kilometer östlich der Stadtmitte von Hall und zwei Kilometer nordöstlich der Ortsmitte von Sulzdorf auf der linken und westlichen Hangschulter des steil eingeschnittenen Bühlertals, dicht vor dem Talsporn des Fichtenbergs, auf dem einst die Burg Hohenstein über dem Mühlenanwesen Neunbronn im Tal in der Flussschleife stand. Den Weiler rahmt an der Ostseite ein Weichbild baumbestandener Weidewiesen am noch flachen Talhang, unterhalb derer am Steilabfall Wald einsetzt.
Zwei kaum befahrene kleine Straßen aus Sulzdorf und vom näheren Jagstrot im Nordwesten her erschließen den Ort, von dem aus eine steil abfallende, kleine Stichstraße nach Neunbronn führt.

## Geschichte
Die Adelsfamilie von Hohenstadt (Hohenstein) ist im 13. bis zum 15. Jahrhundert belegt. Das Wappen ist belegt. Grabsteine befinden sich in der Comburg und auch in Murrhardt.

## Burg Hohenstatt/Burg Hohenstein
Eine Burg Hohenstein befand sich „an der Thalwandkante, einige hundert Schritt ostwärts“ vom Weiler. Von der Burg verblieb ein großer Burghügel mit drei Kellergruben. An zwei Seiten (Südwest und Nordwest) befand sich der Burggraben. An den beiden anderen Seiten (Südost und Nordost) befand sich ein steiler Abhang, was einen künstlich angelegten Burggraben überflüssig machte. Sie war eine Hangrandburg und befand sich auf einem Bergsporn. Sie wurde über einem steilen Felsen 70 Meter über der Bühler erbaut. Die Burganlage ragte in eine Schleife der Bühler hinein. Von der Burg hatte man somit eine gute Sicht auf die gegenüberliegende Burg Hohenstatt. Die erste Erwähnung der niederadligen Besitzer erfolgt im Jahr 1334 in einer Urkunde, in der mehrere Brüder das Öffnungsrecht des Hauses zu Hohenstein gegenüber der Stadt Hall bestätigen. Im Jahr 1347 wollte Konrad von Hohenstein die verpfändete Burg von Kraft von Hohenlohe zurückkaufen. Walter von Hohenstein verkaufte aber erneut die Stammburg an Kraft von Hohenlohe. Rüdiger von Hohenstein veräußerte sie nochmals. Die Burg wurde durch Ludwig von Bayern im Jahr 1461 im Rahmen des Markgrafenkriegs zerstört; so wie die Burgen Hohenstatt und Scheffau. Die Burg Hohenstatt wurde, wie die im Süden befindliche Burg Anhausen, von der Familie von Hohenstein gegründet und war eine Satellitenburg zur Sicherung der Ostseite des Bühlertales. Die Chroniken von Schwäbisch Hall beschreiben die Burgherren auf der Burgruine als Räuber.